# Adalid
El adalid (o adalil, por disimilación-asimilación consonántica) era un rango de oficial militar de Castilla, era la segunda persona al mando de una Hueste, pues no tenía otro superior que el caudillo. En otros casos y según la época, el título de "adalid" parece ser que también se utilizó como sinónimo de "caudillo".
La voz adalid se deriva de la árabe dalíl (دليل), que significa mostrador, porque enseñaba el camino e iba adelante para acometer al enemigo.

## Historia
No está claro cuándo se estableció el rango o término. Se menciona en un romance en la época del rey Ramiro de León (900-951). En la época de Juan II de Castilla (1405-1454), el rango de adalid había desaparecido, pero el término se utilizaba como título honorífico.

## Requerimientos
Un adalid tenía que ser sabio, valiente, leal y poseer sentido común. Otro requisito previo para ostentar el privilegiado puesto de adalid era que el candidato debía haber alcanzado la condición de "almogávar de caballo", de acuerdo con el Fuero sobre el fecho de las cavalgadas. Cuando un rey o un señor quería crear un adalid, reunía a doce adalides y hacía la selección. Si no se encontraban doce adalides, se establecía un tales de circumstantibus, añadiendo hombres que hubieran demostrado su valía en la guerra. Según el rey Alfonso X (1221-1284), "se aconsejaba antiguamente que tuviesen las cualidades antes dichas... para poder guiar las tropas y ejércitos en tiempo de guerra, ... por eso se les llamaba Adalides, que equivale a guías".

## Responsabilidades
Se requería que los adalides conocieran a sus hombres, el terreno regional y las tácticas militares. Debían ser expertos en aprovisionamiento, establecimiento de campamentos, búsqueda de madera y alimentos, ejercicio de la autoridad y desarrollo de inteligencia militar. Sirvieron tanto en la guardia castellana como en la genta aragonesa; fueron guardias personales de las casas reales y jefes de los almogávares en el siglo XIV. Al igual que los caballeros, tenían el mismo estatus social y corrían con los mismos derechos y castigos. Los adalides eran jinetes, y eligieron a los almocadenes, que eran jefes no oficiales de la infantería. Era deber de los adalides y almocadenes defender la fe, el rey y la tierra.